# Bohemia B-5
Bei dem Flugzeug Bohemia B-5 handelt es sich um einen zweisitzigen Doppeldecker.

## Entwicklung
Die Maschine wurde von Oldřich Haller konstruiert und in der Werkstatt der für diesen Zweck gegründeten „Bohemia“-Vereinigung in Pilsen gebaut. Der Erstflug der Maschine erfolgte am 27. April 1919 auf dem Flugplatz Bory bei Pilsen.  Es handelt sich dabei um das erste Flugzeug aus tschechoslowakischer Produktion überhaupt. Der Rumpf und die Flächen bestand aus Holz, das mit Stoff bespannt war. Die Tragflächen waren mit Doppel-I-Stilen verbunden und verspannt. Das Spornrad-Fahrwerk war fest. Der Motor arbeitete auf eine zweiblättrige Holzluftschraube. Die Maschine erwies sich nicht als kommerzieller Erfolg aufgrund der schlechten Leistungsdaten. Ein Teil des Rumpfes befindet sich im Luftfahrtmuseum (Letecké Muzeum) in Prag-Kbely.

## Technische Daten
| Kenngröße             | Daten                                   |
| --------------------- | --------------------------------------- |
| Besatzung             | 2                                       |
| Flügelspannweite      | 8,00 m                                  |
| Länge                 | 6,52 m                                  |
| Leermasse             | 340 kg                                  |
| Startmasse            | 520 kg                                  |
| Antrieb               | ein Vierzylinder-Reihenmotor von N.A.G. |
| Leistung              | 40 PS (29 kW)                           |
| Dienstgipfelhöhe      | 1500 m                                  |
| Höchstgeschwindigkeit | 110 km/h                                |
| Reichweite            | ca. 120 km                              |